# Forges-les-Bains
Pour les articles homonymes, voir Forges.
Forges-les-Bains (prononcé [fɔʁʒ lɛ bɛ̃] ) est une commune française située à trente-deux kilomètres au sud-ouest de Paris dans le département de l'Essonne en région Île-de-France.
Ses habitants sont appelés les Forgeois.

## Géographie

### Situation
| Type d’occupation           | Pourcentage | Superficie (en hectares) |
| --------------------------- | ----------- | ------------------------ |
| Espace urbain construit     | 11,0 %      | 161,07                   |
| Espace urbain non construit | 5,6 %       | 81,05                    |
| Espace rural                | 83,4 %      | 1 215,90                 |
| Source : Iaurif             |             |                          |

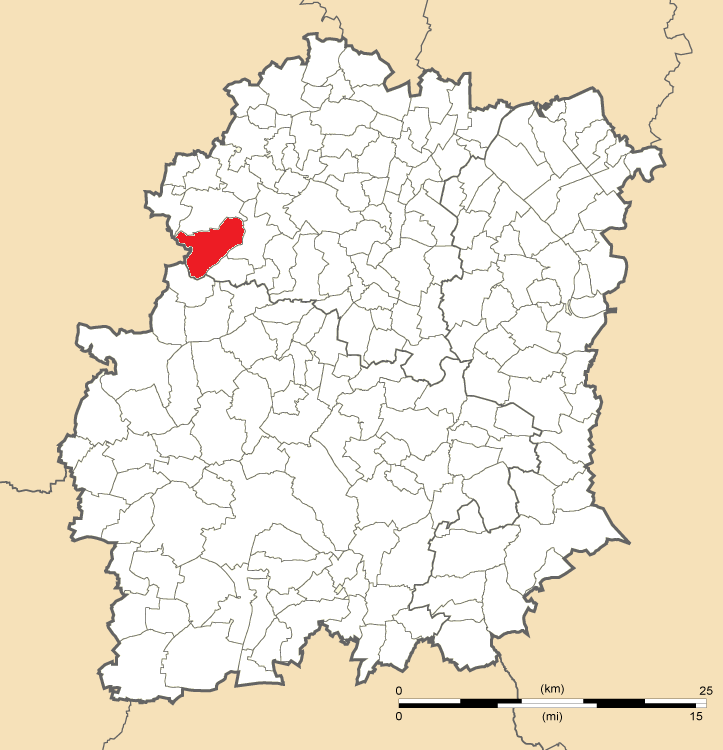
Position de Forges-les-Bains en Essonne.

La commune de Forges se trouve dans le Hurepoix, région située au sud de l'agglomération parisienne, majoritairement entre les vallées de l'Orge et de l'Yvette. La commune de Forges présente de vastes espaces ruraux. Certains de ces espaces sont boisés et s'apparentent à ceux du massif de Rambouillet. Les essences retrouvées sont celles de ce massif : chênes, hêtres, frênes, ainsi que des châtaigniers en grand nombre. Le reste des espaces ruraux est à usage agricole ; les cultures céréalières (blé, orge, maïs), oléo-protéagineuses (colza), et fourragères (pois, féveroles) constituent l'essentiel des productions locales.
Forges-les-Bains est située à trente-deux kilomètres au sud-ouest de Paris-Notre-Dame, point zéro des routes de France, vingt-cinq kilomètres au sud-ouest d'Évry, quatorze kilomètres au sud-ouest de Palaiseau, douze kilomètres au nord-ouest d'Arpajon, treize kilomètres au sud-ouest de Montlhéry, treize kilomètres au nord-est de Dourdan, vingt-deux kilomètres au nord-ouest d'Étampes, vingt-quatre kilomètres au nord-ouest de La Ferté-Alais, vingt-huit kilomètres à l'ouest de Corbeil-Essonnes, trente-sept kilomètres au nord-ouest de Milly-la-Forêt.

### Hydrographie
Les parties nord et centrale de la commune sont parcourues par la Prédecelle, cours d’eau traversant Limours et alimentant la Rémarde, et par un ruisseau affluent le Petit Muce, dit Petit Mucé ou Petit Musse selon les auteurs. Le confluent des deux cours d'eau est constitué de prairies humides (les prés d'Ardillières), un espace naturel sensible. Au sud de la commune, le ru de la Gloriette traverse le hameau de Malassis puis se dirige vers le château de Bissy. Le ru appartient au bassin versant de la Rémarde. Deux étangs situés au sud de la commune (Baleine et Brule-Doux) font l'objet d'un arrêté de protection de biotope.

### Relief et géologie
Le point le plus bas de la commune est situé à quatre-vingt-douze mètres d'altitude et le point culminant à cent soixante neuf mètres. La commune présente des dénivellations importantes pour la région parisienne, correspondant aux dépressions des ruisseaux cités plus haut. Les sols sont essentiellement argileux et argilo-limoneux sur les plateaux et les dépressions de la Prédecelle et du Petit Muce, avec des affleurements sableux en particulier à l’ouest et au sud de la commune.

### Communes limitrophes
Les communes limitrophes de Forges-les-Bains sont Limours du nord-ouest au nord-est, Briis-sous-Forges à l'est, Vaugrigneuse au sud-est, Angervilliers au sud et sud-ouest et la commune yvelinoise de Bonnelles à l'ouest. Les communes avoisinantes notables sont : Gif-sur-Yvette, Saint-Rémy-lès-Chevreuse et Dourdan.

### Climat
Pour des articles plus généraux, voir Climat de l'Île-de-France et Climat de l'Essonne.
En 2010, le climat de la commune est de type climat océanique dégradé des plaines du Centre et du Nord, selon une étude du CNRS s'appuyant sur une série de données couvrant la période 1971-2000. En 2020, Météo-France publie une typologie des climats de la France métropolitaine dans laquelle la commune est exposée à un climat océanique altéré et est dans la région climatique Sud-ouest du bassin Parisien, caractérisée par une faible pluviométrie, notamment au printemps (120 à 150 mm) et un hiver froid (3,5 °C). 
Pour la période 1971-2000, la température annuelle moyenne est de 11 °C, avec une amplitude thermique annuelle de 15,1 °C. Le cumul annuel moyen de précipitations est de 670 mm, avec 10,8 jours de précipitations en janvier et 7,8 jours en juillet. Pour la période 1991-2020, la température moyenne annuelle observée sur la station météorologique la plus proche, située sur la commune de Fontenay-lès-Briis à 4 km à vol d'oiseau, est de 11,6 °C et le cumul annuel moyen de précipitations est de 696,0 mm,. Pour l'avenir, les paramètres climatiques de la commune estimés pour 2050 selon différents scénarios d'émission de gaz à effet de serre sont consultables sur un site dédié publié par Météo-France en novembre 2022.
| Mois                                  | jan.           | fév.           | mars           | avril         | mai             | juin          | jui.          | août           | sep.           | oct.          | nov.             | déc.             | année     |
| ------------------------------------- | -------------- | -------------- | -------------- | ------------- | --------------- | ------------- | ------------- | -------------- | -------------- | ------------- | ---------------- | ---------------- | --------- |
| Température minimale moyenne (°C)     | 1,5            | 1,2            | 3,1            | 5             | 8,6             | 11,6          | 13,4          | 13,2           | 10,2           | 7,7           | 4,4              | 2,1              | 6,8       |
| Température moyenne (°C)              | 4,4            | 4,9            | 7,9            | 10,7          | 14,3            | 17,5          | 19,8          | 19,6           | 16             | 12,1          | 7,6              | 4,8              | 11,6      |
| Température maximale moyenne (°C)     | 7,3            | 8,5            | 12,6           | 16,3          | 20,1            | 23,5          | 26,1          | 26             | 21,8           | 16,6          | 10,9             | 7,6              | 16,4      |
| Record de froid (°C) date du record   | −18 17.01.1985 | −13,5 07.02.12 | −10,8 01.03.05 | −6 06.04.21   | −1,5 06.05.19   | 1,1 01.06.06  | 2 02.07.1966  | 3,7 30.08.1964 | 0,5 17.09.1971 | −4,1 21.10.10 | −10,4 24.11.1998 | −16,5 29.12.1964 | −18 1985  |
| Record de chaleur (°C) date du record | 16,5 27.01.03  | 20,7 27.02.19  | 24,9 31.03.21  | 29,2 20.04.18 | 32,5 25.05.1989 | 37,5 21.06.17 | 42,5 25.07.19 | 40,2 12.08.03  | 34,8 15.09.20  | 30 01.10.1985 | 21,5 07.11.15    | 17,3 07.12.00    | 42,5 2019 |
| Précipitations (mm)                   | 54,2           | 48,6           | 50,4           | 47,5          | 69              | 58            | 61,1          | 62,6           | 50,9           | 61,2          | 61,2             | 71,3             | 696       |

### Voies de communication et transports
La commune est reliée aux communes voisines de Limours, Briis-sous-Forges, Fontenay-lès-Briis, et Arpajon par des navettes d'autocar. Elle est aussi desservie par les lignes 04 et 06 du réseau de bus Centre et Sud Yvelines. La gare autoroutière de Briis-sous-Forges, unique en France, permet aussi aux Forgeois de rejoindre le centre d'activité de Courtabœuf ou les gares de Dourdan, Massy - Palaiseau et Massy TGV. La partie sud est traversée par l'autoroute A10 et la ligne ferroviaire à grande vitesse reliant Paris et Massy TGV à Tours, ou Le Mans, Rennes et Nantes.

### Lieux-dits, écarts et quartiers

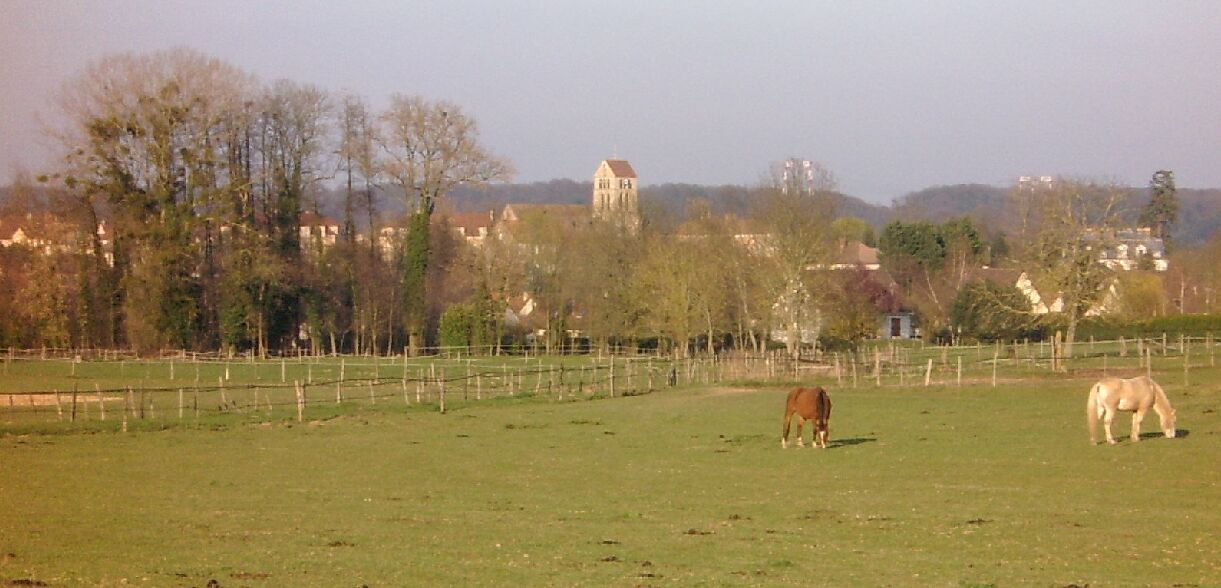
Forges-les-Bains : le bourg, vu du sud.

L’habitat est constitué du bourg, et de nombreux hameaux, tels ceux d’Ardillères, de Bajolet, de Bois d’Ardeau, de Chardonnet, de Pivot, et de Malassis.

## Urbanisme

### Typologie
Au 1er janvier 2024, Forges-les-Bains est catégorisée petite ville, selon la nouvelle grille communale de densité à sept niveaux définie par l'Insee en 2022.
Elle appartient à l'unité urbaine de Limours, une agglomération intra-départementale regroupant deux  communes, dont elle est une commune de la banlieue,,. Par ailleurs la commune fait partie de l'aire d'attraction de Paris, dont elle est une commune de la couronne,. Cette aire regroupe 1 929 communes,.

## Toponymie
L'origine du nom de la commune est liée à l'existence dès l'époque gallo-romaine de « petites maisons », forgiae en latin, à cet endroit cité au XIIe siècle en 1151. La commune fut créée en 1793 avec le simple nom de Forges. Avec la présence de sources thermales, le nom de la commune fut modifié en 1861, à la suite d'une requête déposée auprès de Napoléon III en 1860.

## Histoire

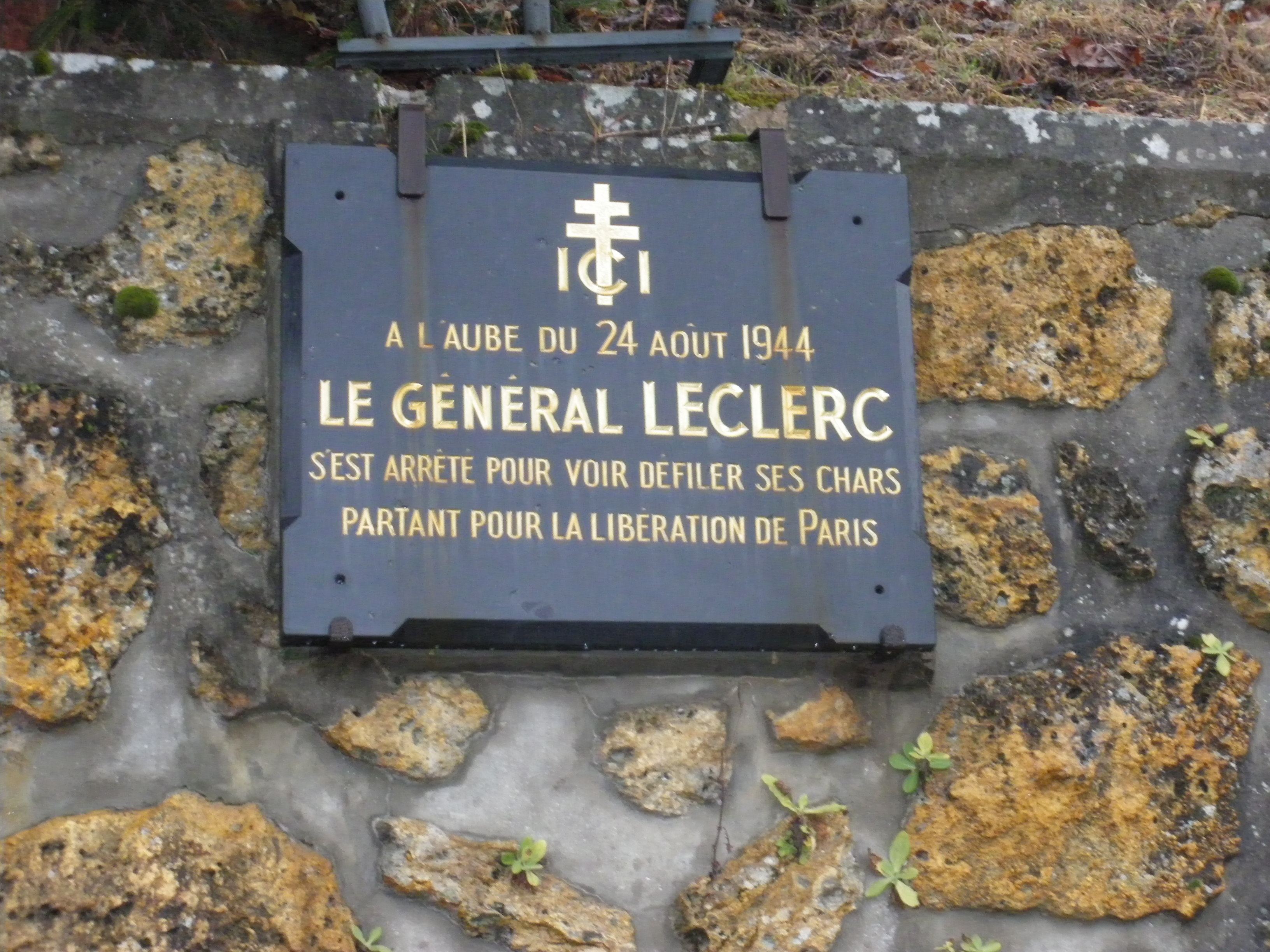
Plaque commémorative général Leclerc.

Les premières traces de peuplement à Forges remontent de façon sûre à l’époque gallo-romaine. Elles revêtent la forme d’une « baignoire », sorte de petite piscine ou d’installation de bains, souvent présente dans les villas gallo-romaines luxueuses. Forges, située entre la région habitée par les Carnutes et les Stampiens (Étampes), est peuplée par les Forgeois, qui sont des Parisii.
Aux IXe et Xe siècles, Forges subit comme toute la région les invasions normandes. La famine, et l’épidémie d’ergot de seigle décime la population. Aux XIe et XIIe siècles, un des premiers seigneurs de Forges, Tévin, devient un proche du roi Louis VI « le gros », et fait don de l’église de Forges à l’abbaye de Longpont appartenant à l’ordre de Cluny. En 1140, Forges devient le lieu d’une importante foire, le jour de l’Assomption. Le XIVe siècle accable Forges. Les Anglais envahissent la région, puis la peste noire décime la population en deux occasions. Au XVe siècle, la dépopulation est importante, mais un certain calme revient. Les activités agricoles se redéveloppent. Les XVIe et XVIIe siècles voient des visites royales à Forges ou aux environs : François Ier est probablement venu y chasser, Louis XIII y consulter son médecin, seigneur de Vaugrigneuse. Au XVIIIe siècle la région devient un lieu de villégiature et de promenade. Les voies de communication se développent. L’époque révolutionnaire semble marquée par des troubles limités à Forges.
Au début du XIXe siècle, Forges compte 750 habitants environ. La famille Robert de Saint-Vincent achète le château en 1819. Forges échappe à l’épidémie de choléra de 1832. Dans la deuxième partie du XIXe siècle, la physionomie de la commune change : une nouvelle mairie, de nouvelles routes, et trois lavoirs sont construits au bourg et dans les hameaux. Le train arrive aussi à proximité, à Limours. La commune de Forges accueille encore plus de visiteurs venus « prendre les eaux » (voir plus bas). Forges subit ensuite une occupation militaire, celle des troupes prussiennes des forces coalisées qui pillent la commune lors de la guerre de 1870. L’établissement thermal ferme ses portes aux curistes à la fin du XIXe siècle.  La guerre de 1914-1918 emporte 41 Forgeois, sur une population d’environ 1 000 personnes, mais n’a affecté aucun des bâtiments du village. Durant la Seconde Guerre mondiale, lors de l’exode, la population de Forges quitte en masse le village. L’armée allemande occupe le château de La Halette, la mairie actuelle, le château d'Ardillières et le château de Forges transformé en atelier de réparation de véhicules. En 1943 et en 1944, la résistance s’organise : elle est rattachée au réseau Vengeance de Dourdan. Le village est libéré par les Forces américaines installées à proximité et par la 2e division blindée du général Leclerc le 23 août 1944.

### Les eaux de Forges
La première guérison liée aux eaux de Forges date de 1809, mais leur véritable renommée attendra encore une quinzaine d’années. L’eau de Forges soignait notamment la scrofule, mais aussi les rhumatismes chroniques et l’excitabilité nerveuse. L’établissement thermal recevait aussi bien les indigents que les célébrités. Il a ainsi été fréquenté par des Russes, dont un tsar et le comte de Tolstoy, cousin de l’écrivain célèbre (Tolstoï). Sa popularité est telle que l’établissement refuse des curistes faute de place d’hébergement. L’établissement ferme ses portes en 1890. On continue à vendre de l’eau de Forges en bouteilles, sous forme d’eau minérale ou de limonade. L’exploitation cessera définitivement lors de l’occupation allemande (1940). Il reste du passé thermal le nom de Forges-les-Bains, que la commune avait demandé dans une requête déposée auprès de Napoléon III en 1860. À noter qu'une autre commune nommée Forges est une ville d'eau ; il s'agit de Forges-les-Eaux en Normandie.

## Population et société

### Démographie

#### Évolution démographique
L'évolution du nombre d'habitants est connue à travers les recensements de la population effectués dans la commune depuis 1793. Pour les communes de moins de 10 000 habitants, une enquête de recensement portant sur toute la population est réalisée tous les cinq ans, les populations de référence des années intermédiaires étant quant à elles estimées par interpolation ou extrapolation. Pour la commune, le premier recensement exhaustif entrant dans le cadre du nouveau dispositif a été réalisé en 2004.

En 2022, la commune comptait 4 138 habitants, en évolution de +8,47 % par rapport à 2016 (Essonne : +2,89 %, France hors Mayotte : +2,11 %).
| 1793 | 1800 | 1806 | 1821 | 1831 | 1836 | 1841 | 1846 | 1851 |
| ---- | ---- | ---- | ---- | ---- | ---- | ---- | ---- | ---- |
| 726  | 674  | 773  | 816  | 859  | 884  | 897  | 856  | 821  |

| 1856 | 1861 | 1866 | 1872 | 1876 | 1881 | 1886 | 1891  | 1896  |
| ---- | ---- | ---- | ---- | ---- | ---- | ---- | ----- | ----- |
| 784  | 822  | 791  | 797  | 849  | 841  | 981  | 1 050 | 1 088 |

| 1901  | 1906  | 1911  | 1921  | 1926 | 1931 | 1936  | 1946  | 1954 |
| ----- | ----- | ----- | ----- | ---- | ---- | ----- | ----- | ---- |
| 1 060 | 1 066 | 1 061 | 1 023 | 932  | 955  | 1 016 | 1 010 | 939  |

| 1962 | 1968  | 1975  | 1982  | 1990  | 1999  | 2004  | 2006  | 2009  |
| ---- | ----- | ----- | ----- | ----- | ----- | ----- | ----- | ----- |
| 920  | 1 164 | 1 374 | 2 017 | 2 757 | 3 229 | 3 610 | 3 651 | 3 711 |

| 2014  | 2019  | 2022  | - | - | - | - | - | - |
| ----- | ----- | ----- | - | - | - | - | - | - |
| 3 766 | 3 923 | 4 138 | - | - | - | - | - | - |

#### Pyramide des âges
En 2018, le taux de personnes d'un âge inférieur à 30 ans s'élève à 37,2 %, soit en dessous de la moyenne départementale (39,9 %). De même, le taux de personnes d'âge supérieur à 60 ans est de 19,9 % la même année, alors qu'il est de 20,1 % au niveau départemental.
En 2018, la commune comptait 1 960 hommes pour 1 927 femmes, soit un taux de 50,42 % d'hommes, légèrement supérieur au taux départemental (48,98 %).
Les pyramides des âges de la commune et du département s'établissent comme suit.
| Hommes | Classe d’âge | Femmes |
| ------ | ------------ | ------ |
| 0,2    | 90 ou +      | 0,3    |
| 4,0    | 75-89 ans    | 4,2    |
| 14,8   | 60-74 ans    | 16,3   |
| 22,8   | 45-59 ans    | 22,5   |
| 20,3   | 30-44 ans    | 20,2   |
| 17,4   | 15-29 ans    | 15,5   |
| 20,4   | 0-14 ans     | 21,0   |

| Hommes | Classe d’âge | Femmes |
| ------ | ------------ | ------ |
| 0,5    | 90 ou +      | 1,4    |
| 5,4    | 75-89 ans    | 7,2    |
| 12,9   | 60-74 ans    | 13,9   |
| 20     | 45-59 ans    | 19,4   |
| 19,9   | 30-44 ans    | 20,1   |
| 20     | 15-29 ans    | 18,2   |
| 21,3   | 0-14 ans     | 19,8   |

## Politique et administration

### Politique locale
La commune de Forges-les-Bains est rattachée au canton de Dourdan, représenté par les conseillers départementaux Dany Boyer (DVD) et Dominique Écharoux (UMP), à l'arrondissement de Palaiseau (canton de Limours) et à la quatrième circonscription de l'Essonne, représentée par la députée Marie-Pierre Rixain. Le conseil municipal actuel comporte vingt-sept membres, dont la maire, Séverine Martin et huit adjoints. Au niveau intercommunal, Forges-les-Bains adhère à la communauté de communes du pays de Limours. La commune est représentée dans plusieurs syndicats intercommunaux, tels ceux chargés de la collecte et du traitement des ordures ménagères, de l'adduction d'eau potable, de l'hydraulique et de l'assainissement. Forges-les-Bains a été partie prenante à la réflexion concernant la révision de la charte et l'extension du périmètre du parc naturel régional Haute Vallée de Chevreuse, dont la commune fait maintenant partie.
L'Insee attribue à la commune le code 91 3 13 249. La commune de Forges-les-Bains est enregistrée au répertoire des entreprises sous le code SIREN 219 102 498. Son activité est enregistrée sous le code APE 8411Z.

### Liste des maires
| Période                                  | Période                       | Identité               | Étiquette    | Qualité |
| ---------------------------------------- | ----------------------------- | ---------------------- | ------------ | --- |
| Les données manquantes sont à compléter. |                               |                        |              | |
| ca. 1808                                 |                               | Louis Menet            |              | |
| Les données manquantes sont à compléter. |                               |                        |              | |
| 1859                                     | 1881                          | César Trépagne         |              | Notaire à Paris, propriétaire du château de Pivot |
| Les données manquantes sont à compléter. |                               |                        |              | |
| mars 1959                                | juin 1995                     | Robert Beaupparain     | DVD puis UDF | Conseiller général de Limours (1967 → 1982) Vice-président du conseil général de l'Essonne [Quand ?] Maire honoraire Chevalier de l'Ordre national du Mérite |
| juin 1995                                | mars 2008                     | Christian Crouzel      | PS           | |
| mars 2008                                | mars 2014                     | Antoine Lestien        | DVD          | Ingénieur retraité 3e vice-président de la CC du Pays de Limours (2008 → 2014)                                                                               |
| mars 2014                                | juillet 2020                  | Marie Lespert-Chabrier | DVD          | Chargée de communication |
| juillet 2020                             | En cours (au 19 janvier 2021) | Séverine Martin        | SE           | Agent commercial, ancienne adjointe 5e vice-présidente de la CC du Pays de Limours (2020 → )                                                                 |

### Tendances et résultats politiques
L'électorat forgeois peut être considéré en moyenne comme un électorat de centre droit, comme l'attestent les résultats des élections présidentielles et législatives récentes. Cette typologie reste à moduler en fonction de données locales qui font que bien que de centre droit, l'électorat a majoritairement voté pour un président de région PS lors des deux dernières élections régionales. De même, le bon score du candidat des Verts aux Élections européennes de 2009 peut être noté. Enfin, les équipes municipales élues jusqu'en 2020 agrègeaient des membres de différentes sensibilités politiques au sein d'un conseil qui œuvrent non pas en fonction de ces sensibilités mais en fonction d'une vision partagée de l'intérêt général. En 2020, l'équipe municipale élue est en partie caractérisée par une proximité avec certaines thèses de la droite nationaliste, avec laquelle certains membres ont marqué leur opposition à la création du centre d'accueil de migrants en 2016 et 2017.    
Élections présidentielles, résultats des deuxièmes tours :
- Élection présidentielle de 2002 : 89,91 % pour Jacques Chirac (RPR), 10,09 % pour Jean-Marie Le Pen (FN), 84,99 % de participation[40].
- Élection présidentielle de 2007 : 56,17 % pour Nicolas Sarkozy (UMP), 43,83 % pour Ségolène Royal (PS), 89,00 % de participation[41].
- Élection présidentielle de 2012 : 52,61 % pour Nicolas Sarkozy (UMP), 47,39 % pour François Hollande (PS), 85,75 % de participation[42].

Élections législatives, résultats des deuxièmes tours :
- Élections législatives de 2002 : 53,27 % pour Pierre-André Wiltzer (UMP), 46,73 % pour Marianne Louis (PS), 63,67 % de participation[43].
- Élections législatives de 2007 : 58,80 % pour Nathalie Kosciusko-Morizet (UMP), 41,20 % pour Olivier Thomas (PS), 61,14 % de participation[44].
- Élections législatives de 2012 : 53,54 % pour Nathalie Kosciusko-Morizet (UMP), 46,46 % pour Olivier Thomas (PS), 62,80 % de participation[45].

Élections européennes, résultats des deux meilleurs scores :
- Élections européennes de 2004 : 28,65 % pour Harlem Désir (PS), 15,19 % pour Patrick Gaubert (UMP), 48,62 % de participation[46].
- Élections européennes de 2009 : 29,88 % pour Michel Barnier (UMP), 22,16 % pour Daniel Cohn-Bendit (Les Verts), 47,87 % de participation[47].

Élections régionales, résultats des deux meilleurs scores :
- Élections régionales de 2004 : 51,31 % pour Jean-Paul Huchon (PS), 37,78 % pour Jean-François Copé (UMP), 66,64 % de participation[48].
- Élections régionales de 2010 : 53,32 % pour Jean-Paul Huchon (PS), 46,68 % pour Valérie Pécresse (UMP), 51,83 % de participation[49].

Élections cantonales, résultats des deuxièmes tours :
- Élections cantonales de 2001 : données manquantes.
- Élections cantonales de 2008 : 68,76 % pour Christian Schoettl (DVD) élu au premier tour, 22,01 % pour Mouna Mathari (PS), 62,34 % de participation[50].

Élections municipales, résultats des deuxièmes tours :
- Élections municipales de 2001 : données manquantes.
- Élections municipales de 2008 : 55,45 % pour Antoine Lestien (DVD[Note 5]) élu au premier tour, 44,55 % pour Sylvie Lagrange (DVG[Note 5]), 63,94 % de participation[51],[52].
- Élections municipales de 2014 : 65,32 % pour Marie Lespert Chabrier (SE) élue au premier tour, 34,67 % pour Nadine PAULIN, 60,24 % de participation.

Référendums :
- Référendum de 2000 relatif au quinquennat présidentiel : 76,45 % pour le Oui, 23,55 % pour le Non, 35,26 % de participation[53].
- Référendum de 2005 relatif au traité établissant une Constitution pour l'Europe : 60,00 % pour le Oui, 40,00 % pour le Non, 76,78 % de participation[54].

### Enseignement

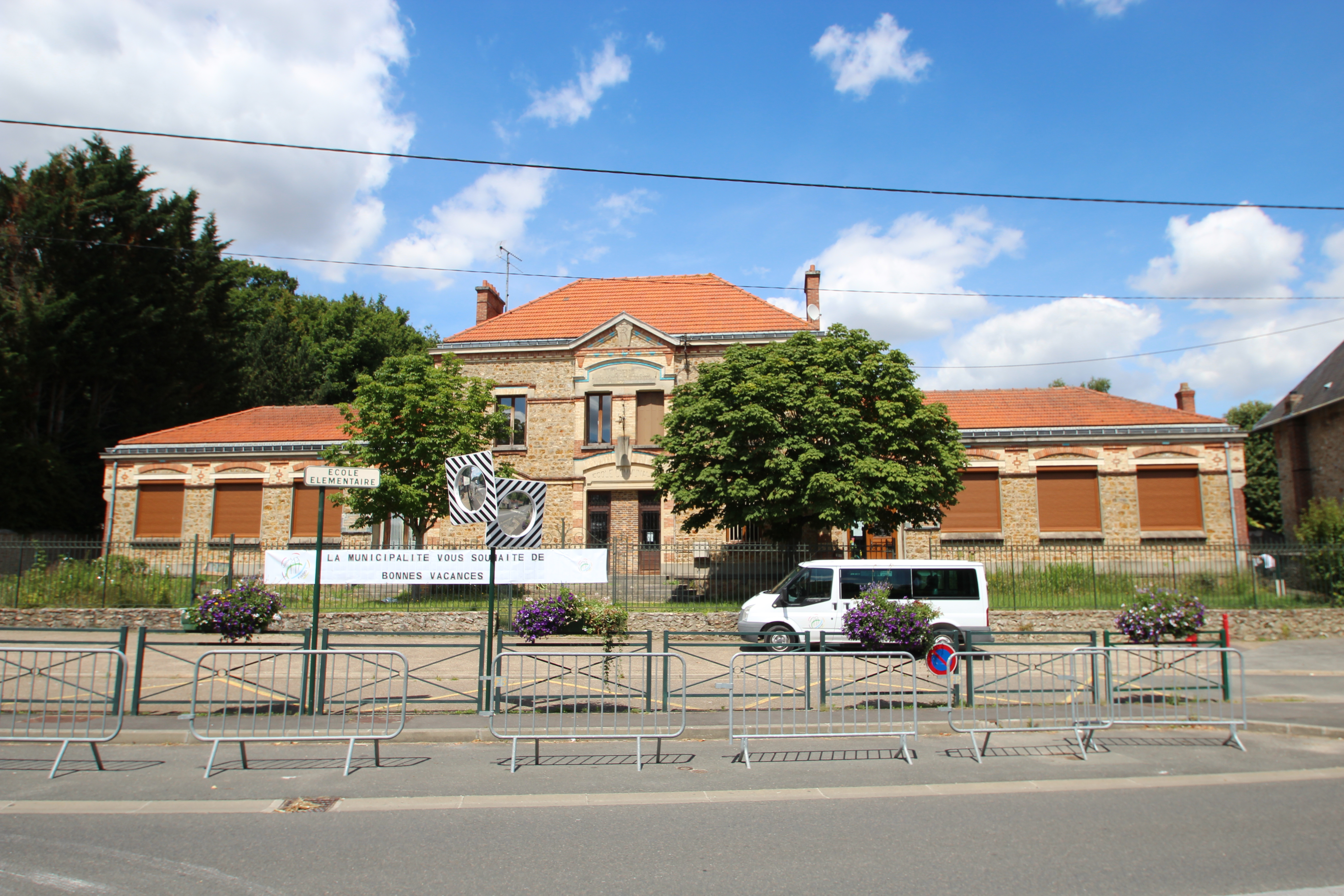
L'école élémentaire du Petit-Muce.

Les élèves de Forges-les-Bains sont rattachés à l'académie de Versailles. La commune dispose sur son territoire de l'école maternelle Jean-de-La Fontaine et de l'école élémentaire du Petit-Muce.
Après le cycle élémentaire, les élèves rejoignent en général le collège Michel-Vignaud situé à Limours. Le lycée de secteur est le lycée Jules-Verne, situé également à Limours. Compte tenu des options choisies, les lycéens forgeois peuvent aussi se rendre au lycée des Ulis ou à celui de Dourdan. Ces trois lycées sont des établissements publics. Le plus proche lycée privé se trouve à Palaiseau.
Le plus proche établissement d'enseignement supérieur est l'université de Paris-sud (Paris XI) à Orsay.

### Santé
La commune bénéficie de l'activité de cabinets de médecins généralistes, de dentistes et d'auxiliaires de santé (masseur, kinésithérapeute, sage-femme, orthophoniste et infirmière). La maison de santé pluridisciplinaire Le Jariel a été inaugurée en 2013. Elle accueille plusieurs de ces professionnels.
L'hôpital de Bligny, un ancien sanatorium situé à environ 5 kilomètres, sur la commune de Fontenay-les-Briis, possède des services de cardiologie et de pneumologie réputés, ainsi que des services de gériatrie et de soins palliatifs.
Les autres hôpitaux à proximité sont l'hôpital de Dourdan, l'hôpital de Paris-Saclay.
Aucune installation industrielle relevant de la directive communautaire dite « directive Seveso » ne se situe sur le territoire de la commune.
Située au sud-ouest de l'agglomération parisienne, et bénéficiant du régime de vent d'ouest/sud-ouest dominant, Forges-Les-Bains se trouve en général hors des zones polluées du bassin parisien. La pollution la plus sensible, en cas de vent de secteur nord ou nord-est, ou en condition anticyclonique chaude, reste la pollution par l'ozone, comme l'indique le capteur atmosphérique de Sonchamp. L'autre source de pollution provient du trafic autoroutier (autoroute A10/A11) et du trafic aérien vers l'aéroport de Paris-Orly.

### Services publics
Les services publics regroupent les services municipaux, l'agence postale, les écoles maternelle et primaire, et un centre d'accueil de la ville de Paris.
Collège et lycée se situent à Limours (voir section ad hoc).
Les services fiscaux sont regroupés à Dourdan et à Palaiseau.
Les transports publics sont assurés par une entreprise privée, la SAVAC située à Chevreuse, sous la responsabilité du service transport de la communauté de communes du pays de Limours et avec le soutien financier du conseil général de l'Essonne.

### Jumelages
La commune de Forges-les-Bains n'a développée aucune association de jumelage.

## Vie quotidienne à Forges-les-Bains

### Culture
Jusqu'en 2020, la vie culturelle à Forges reposait en grande partie sur l'activité associative. Trois associations regroupaient des Forgeois sensibles aux questions de nuisances sonores et routières, à la qualité de vie locale, à la préservation des espaces naturels sensibles. ATTAC organisait une fois par an une conférence sur un thème économique, social ou environnemental. Différents spectacles étaient également proposés au centre culturel, dont le festival rock zicaforges, le tremplin musical Tremplin Les Bains, des récitals de piano et de clarinette, des soirées poésie ou conte. Un salon des artistes forgeois s'y tient également une fois l'an. La municipalité organisait environ 5 à 6 fois par an une soirée débat, « les jeudis de Forges », sur un thème d'intérêt social dépassant le cadre communal (ex. la laïcité, les violences conjugales, les traités de libre-échange, la monnaie, etc.). La plupart de ces activités sont maintenant à l'arrêt.
Depuis, 2020, la vie associative s'est recentrée sur des activités sportives conventionelles mais également autour d'une offre culturelle importante. Une troupe de théâtre, les Tréteaux ivres, forme et fait jouer des acteurs amateurs. L'académie de musiques modernes (AMM) propose des cours de chant et d'instruments. Elle organise aussi des stages de formation à un genre musical donné (blues, jazz, etc.) et des master classes où interviennent des musiciens professionnels. Les amis de l'Eglise oeuvrent pour la préservation de ce bâtiement, remarquable patrimoine communal. Un volet environnemental important est développé au travers de la création d'associations d'apiculteurs, d'agroécologistes, de personnes impliquées dans le développement durable (repair-café, café zéro déchet) et d'un centre de co-working. D'autre part, Forges est au centre de l'antenne « Pays de Limours », de l'Université du Temps Libre Essonne. L'UTL propose ainsi à proximité immédiate (Limours, Forges ou Théâtre de Bligny) des conférences sur de multiples sujets en Sciences, Médecine-Santé-Environnement, Sciences Humaines et Arts et Lettres. Des cours sont également organisés chaque année.

### Sports
La commune dispose d'un stade de plein air, d'un gymnase multisports récent qui porte le nom d'Alice-Milliat, une militante de la reconnaissance du sport féminin au niveau international, et d'un city stade. Elle bénéficie de l'existence de clubs ou d'autres installations sportives :
- clubs de judo, tennis, football et pétanque ;
- le golf de Forges-les-Bains, 18 trous ;
- Les millomètres, épreuve annuelle de course à pied ;
- Marche de printemps, marche populaire annuelle .

### Lieux de culte

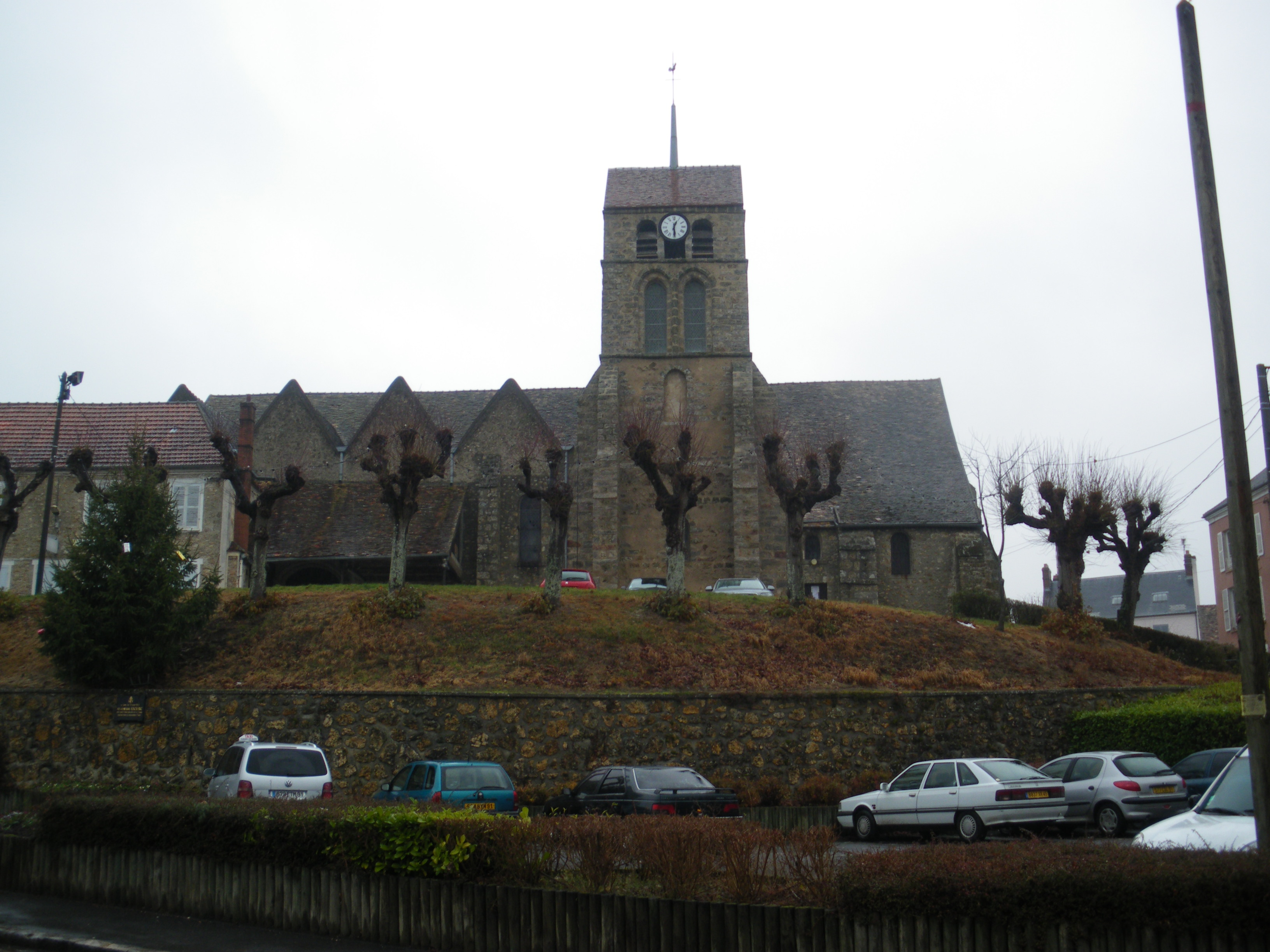
L'église Notre-Dame-de-l'Assomption-de-la-Très-Sainte-Vierge.

La paroisse catholique de Forges-les-Bains est rattachée au secteur pastoral de Limours et au diocèse d'Évry-Corbeil-Essonnes. Elle dispose de l'église Notre-Dame-de-l'Assomption-de-la-Très-Sainte-Vierge, bâtiment édifié sur une chapelle du XIe siècle, et dont construction s'est terminée au XIIIe siècle.

### Médias
L'hebdomadaire Le Républicain relate les informations locales. La commune est en outre dans le bassin d'émission des chaînes de télévision France 3 Paris Île-de-France Centre, IDF1 et Téléssonne intégré à Télif. Depuis août 2016, la commune fait l'objet d'une attention particulière des médias en raison de l'installation controversée, par les services de l'État, d'un centre d'hébergement d'urgence (CHU) pour demandeurs d'asile dans un ancien hôpital, propriété de la ville de Paris, dont une partie des locaux avait été incendiée et une autre volontairement inondée.

## Économie
L’activité professionnelle locale est essentiellement de type artisanal, ou liée à la présence de quelques PME (petites et moyennes entreprises) et à celle de l'agence d'un grand transporteur routier.

### Emplois, revenus et niveau de vie
En 1999, on comptait 1 540 Forgeois(es) en activité, la commune présentant alors un taux de chômage de l'ordre de 6 %. De nombreux Forgeois (75 % des actifs) travaillent dans le secteur tertiaire, dans les zones d'activités voisines : les Ulis, Courtabœuf, Massy, ou dans la cité scientifique Orsay-Saclay-Gif. Le revenu moyen annuel par famille s'établit autour de 36 000 euros.
En 2006, le revenu fiscal médian par ménage était de 24 469 €, ce qui plaçait la commune au 521e rang parmi les 30 687 communes de plus de cinquante ménages que compte le pays et au 49e rang départemental.
| Répartition des emplois par catégories socioprofessionnelles en 2006. |              |                                           |                                                   |                            |                          |                           |
|                                                                       | Agriculteurs | Artisans, commerçants, chefs d’entreprise | Cadres et professions intellectuelles supérieures | Professions intermédiaires | Employés                 | Ouvriers                  |
| Forges-les-Bains                                                      | 2,0 %        | 12,7 %                                    | 10,9 %                                            | 28,6 %                     | 25,4 %                   | 20,4 %                    |
| Zone d’emploi d’Orsay                                                 | 0,2 %        | 3,7 %                                     | 36,2 %                                            | 26,2 %                     | 21,4 %                   | 12,3 %                    |
| Moyenne nationale                                                     | 2,2 %        | 6,0 %                                     | 15,4 %                                            | 24,6 %                     | 28,7 %                   | 23,2 %                    |
| Répartition des emplois par secteurs d’activités en 2006.             |              |                                           |                                                   |                            |                          |                           |
|                                                                       | Agriculture  | Industrie                                 | Construction                                      | Commerce                   | Services aux entreprises | Services aux particuliers |
| Forges-les-Bains                                                      | 5,3 %        | 16,2 %                                    | 6,7 %                                             | 9,4 %                      | 16,9 %                   | 11,5 %                    |
| Zone d’emploi d’Orsay                                                 | 1,0 %        | 13,4 %                                    | 3,8 %                                             | 18,1 %                     | 30,5 %                   | 5,4 %                     |
| Moyenne nationale                                                     | 3,5 %        | 15,2 %                                    | 6,4 %                                             | 13,3 %                     | 13,3 %                   | 7,6 %                     |
| Sources : Insee,                                                      |              |                                           |                                                   |                            |                          |                           |

## Culture locale et patrimoine

### Patrimoine environnemental
Commune rurale de l'agglomération parisienne, Forges-les-Bains présente 85 % de son territoire couverts par des espaces agricoles et des forêts. Les paysages, tels ceux de la vallée Maréchal ou de la plaine des Graviers, sont caractéristiques du Hurepoix.
Les bois communaux et une partie des espaces agricoles ont été recensés au titre des espaces naturels sensibles (ENS) par le conseil général de l'Essonne.
Forges est d'ailleurs l'une des communes de l'Essonne possédant le plus d'espaces classés en ENS.
Son territoire est traversé par de nombreux chemins de promenade à usage local (dits PR) ainsi que par le chemin de grande randonnée (GR) numéro 11 (dit du grand tour de Paris).
Plusieurs zones d'intérêt écologiques existent tels les prés humides d'Ardillières, et les étangs Baleine et Brule-Doux situés dans les bois de Bajolet, qui font l'objet d'un arrêté de protection de biotope, principalement en raison de la nature acide et humide du site, et de la présence d'espèces végétales rares.
La carrière d'argile de Bajolet est en phase de remblaiement et pourrait à terme devenir une réserve ornithologique.
La commune de Forges-les-Bains a été récompensée par une fleur au concours des villes et villages fleuris. Elle s'est également investie dans le programme Phyt'Eaux Cités, programme de prévention des pollutions associées à l'usage de produits phytosanitaires. Elle a rejoint également les communes qui éteignent l'éclairage public le soir afin de limiter la pollution lumineuse et a obtenu le label « ville étoilée ».
Dans le cadre de l'agenda 30, en décembre 2019, la commune a reçu le label « ville en transition » de l'association « notre village terre d'avenir », concrétisant ses efforts dans le domaine de la transition écologique et solidaire.

### Patrimoine architectural
- Château de Forges-les-Bains du XVIIe et XVIIIe siècles a été inscrit aux monuments historiques le 13 août 1963[64].
- Église Notre-Dame-de-l'Assomption, du XIIe siècle.
- Fermes fortes et lavoirs
- Belles maisons de maître

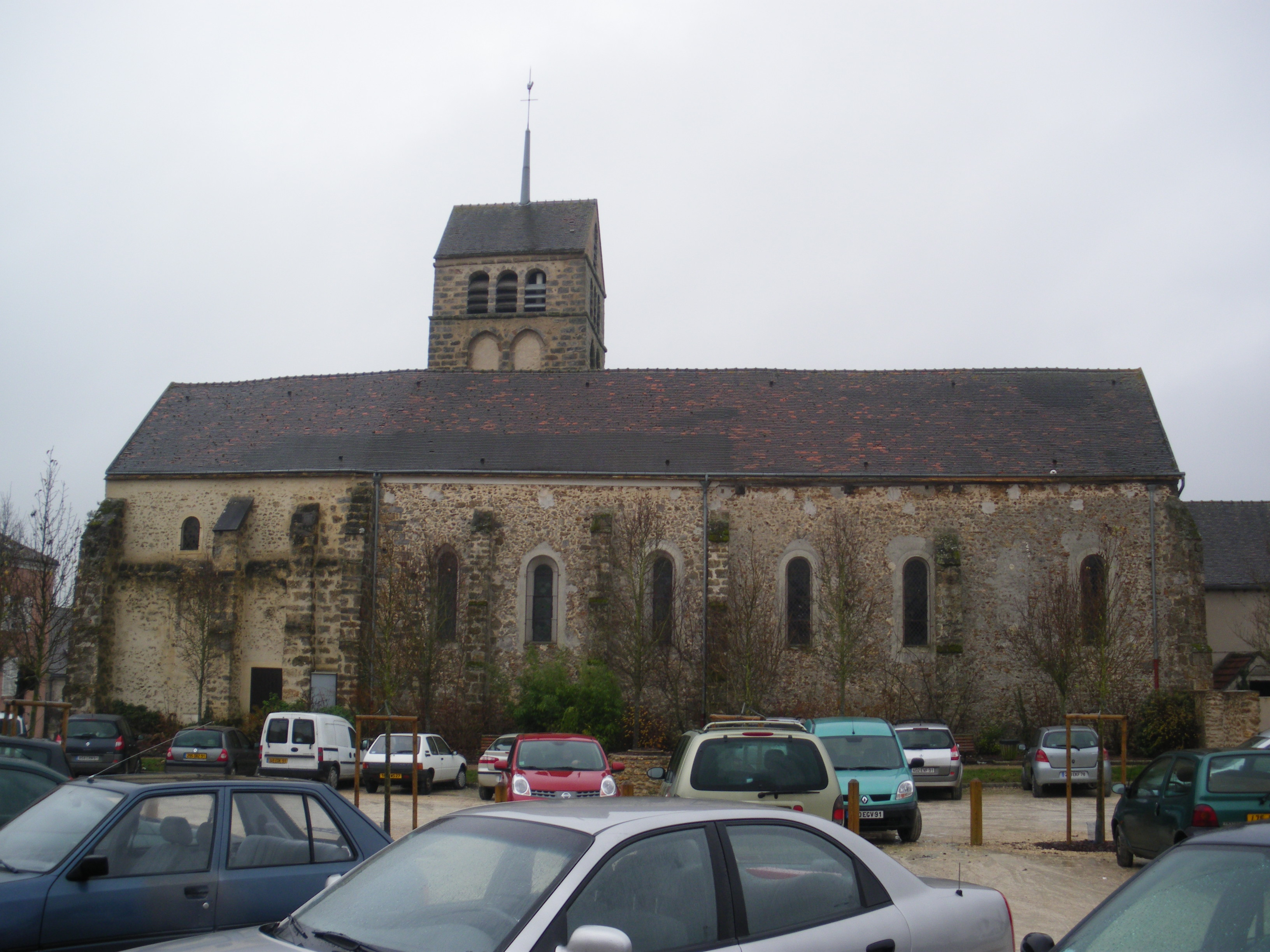
L'église Notre-Dame-de-l'Assomption.
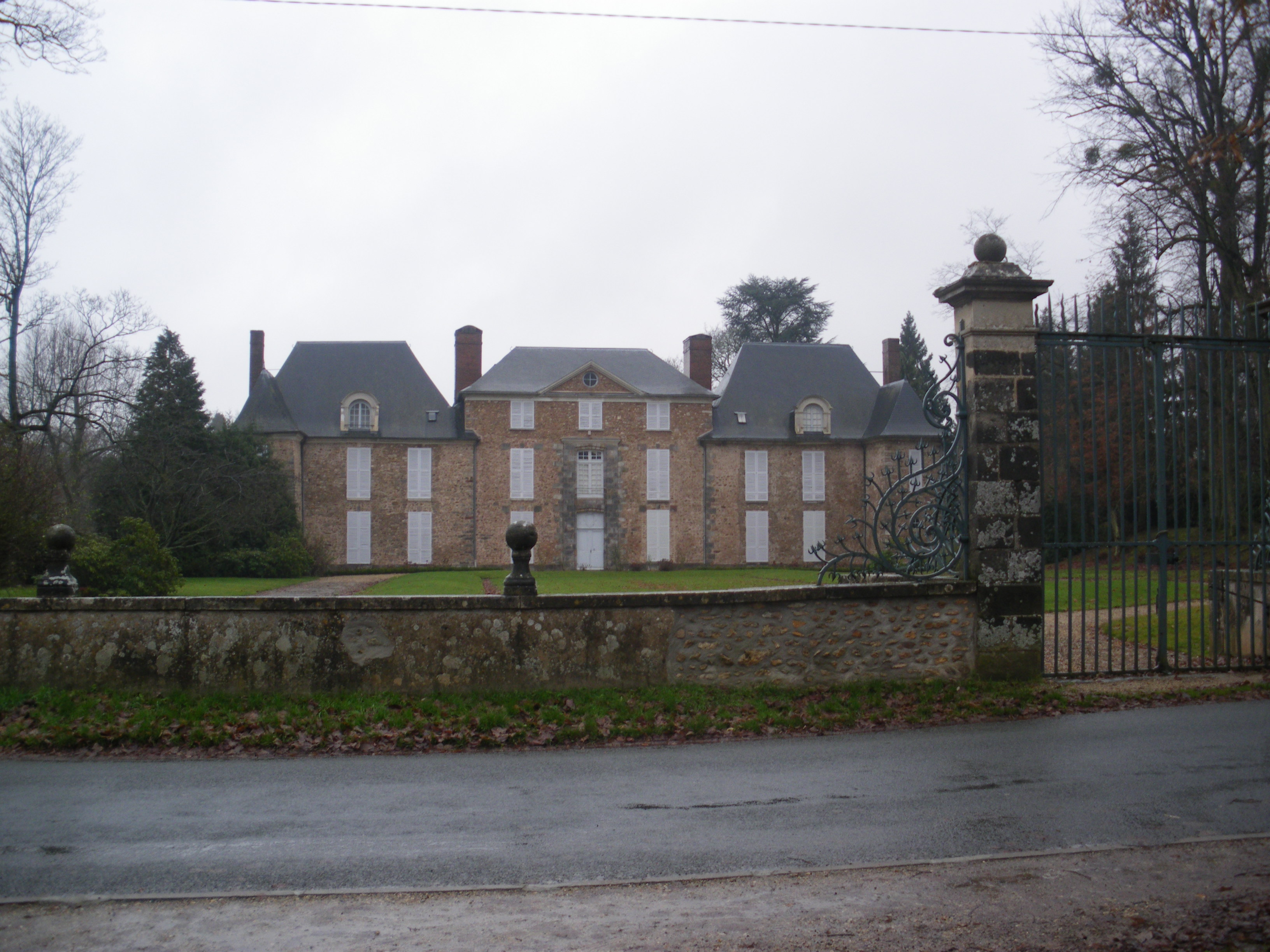
Le château.
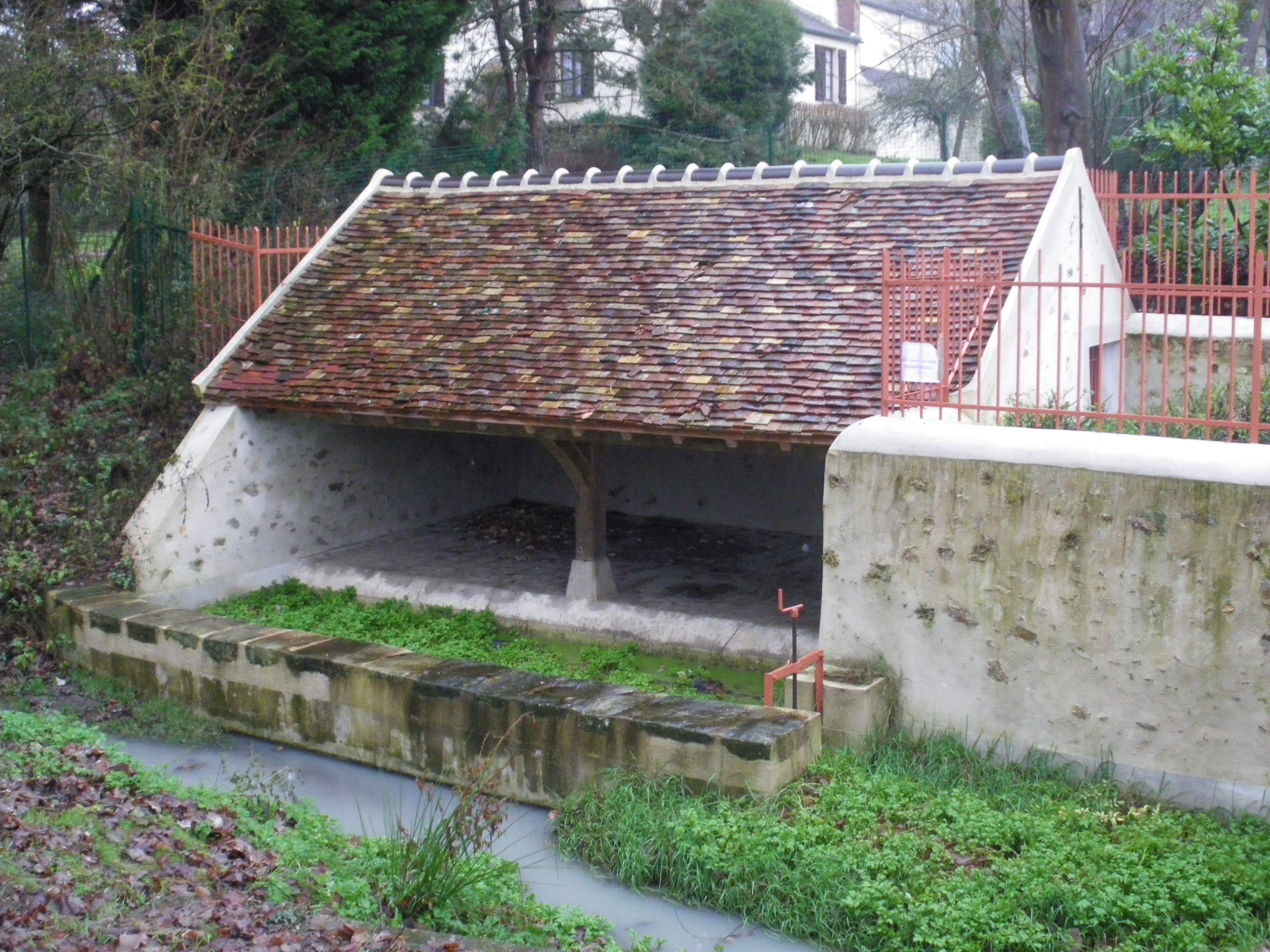
Le lavoir.

### Personnalités liées à la commune
Différents personnages publics sont nés, décédés ou ont vécu à Forges-les-Bains :
- Jean Bazaine (1904 - 2001), artiste peintre, figure majeure de la nouvelle École de Paris et de la peinture d'avant-garde du xxe siècle, a passé son enfance et son adolescence à Forges.
- Benoît Frachon (1893-1975), homme politique et syndicaliste s'est caché pendant la Seconde Guerre mondiale à la villa « Les Roses », rue du Docteur-Babin.
- Roger Lersy (1920-2004), artiste peintre et compositeur musical, vécut à Forges-les-Bains où il s'éteignit.
- Pierre Robert de Saint-Vincent, général français, grand officier de la Légion d'Honneur, juste parmi les nations, est membre de la famille de Saint-Vincent à qui appartient toujours le château de Forges.
- Pierre Tal Coat (1905-1985), artiste peintre de l'École de Paris, s'est installé à Forges de 1957 à 1961.

### Héraldique et logotype
| Blason de Forges-les-Bains. | La commune de Forges-les-Bains ne dispose pas de blason. |

Historique des logotypes
Ancien logotype.
Logotype actuel, depuis 2021.